# Motion de censure de 2018 contre Mariano Rajoy
La motion de censure de 2018 contre Mariano Rajoy (en espagnol : Moción de censura contra Mariano Rajoy de 2018) est la procédure prévue aux articles 113 et 114 de la Constitution espagnole de 1978 ayant conduit à la chute du deuxième gouvernement de Mariano Rajoy (PP) et à l'investiture du secrétaire général du Parti socialiste ouvrier espagnol (PSOE), Pedro Sánchez, au poste de président du gouvernement d'Espagne.

## Définition constitutionnelle
Le titre V de la Constitution espagnole de 1978 relatif aux relations entre le gouvernement et les Cortes Generales prévoit différents mécanismes de responsabilité politique du Gouvernement devant le Congrès des députés.
La motion de censure constructive définie à l'article 113 de ladite Constitution doit obligatoirement inclure le nom d'un candidat proposé à la présidence du gouvernement et ne peut être proposée que par au moins un dixième des députés (35 députés). Elle est considérée comme adoptée lorsque la majorité absolue des membres du Congrès vote favorablement à celle-ci. La motion ne peut être votée avant l'expiration d'un délai de cinq jours à partir de la date de son dépôt. Lorsqu'une motion est présentée, il est possible pour les autres groupes de présenter des motions alternatives dans un délai de deux jours à partir du dépôt de la première motion. Conformément au règlement du Congrès des députés, le vote de la motion se déroule oralement et publiquement, chaque député devant se prononcer soit « pour », soit « contre », ou alors s'abstenir.
L'article 114 de la Constitution prévoit qu'en cas d'adoption de la motion de censure le gouvernement doit présenter sa démission au roi et le candidat dont le nom figure dans le texte de la motion est considéré comme investi de la confiance de la chambre et immédiatement nommé président du gouvernement. À cet effet, il revient au président du Congrès des députés d'en avertir le roi et de contresigner le décret royal de nomination.

## Contexte
La motion est présentée au registre général du Congrès des députés le 25 mai 2018 par les 84 députés du groupe parlementaire socialiste en réaction à la condamnation du Parti populaire du président du gouvernement Mariano Rajoy à la responsabilité civile dans le cadre du premier volet de l'affaire Gürtel.
La présidente du Congrès des députés Ana Pastor annonce le 28 mai que la motion sera débattue les 31 mai et 1er juin et votée dans la foulée.

## Déroulement

### Débats
Lors du premier jour de débat, le 31 mai, Pedro Sánchez indique devant les parlementaires qu'il n'a pas l'intention de revenir sur le projet de loi de finances pour 2018, adopté peu avant, mettant en avant la « responsabilité » et la volonté de « garantir la gouvernabilité et la stabilité du pays ». Se faisant le défenseur de la décentralisation, il refuse d'exploiter politiquement le débat territorial pour ne pas « mettre l'accent sur ce qui nous sépare ». Il affirme que son cabinet aurait l'objectif de rétablir les liens avec toutes les communautés autonomes et d'ouvrir « un dialogue entre le gouvernement de l'Espagne et le nouveau gouvernement catalan, ainsi qu'avec le gouvernement basque ». Il promet alors de former « un gouvernement socialiste, paritaire, européiste, qui garantira la stabilité budgétaire, appliquera et fera appliquer la Constitution, qui fera du dialogue sa manière de faire de la politique avec toutes les forces politiques et tous les gouvernements autonomes », s'engageant par la suite à fixer « par consensus » la date des prochaines élections générales. D'ici là, il précise que son programme sera « celui de la stabilité, de la modération, progressiste et consensuel ».
Plus tard dans la journée, le Parti nationaliste basque apporte son soutien à la motion, ce qui lui garantit 180 voix favorables. De son côté, Rajoy exclut de démissionner, unique solution pour éviter sa destitution et pour permettre le maintien transitoire du PP au pouvoir.

## Conséquences

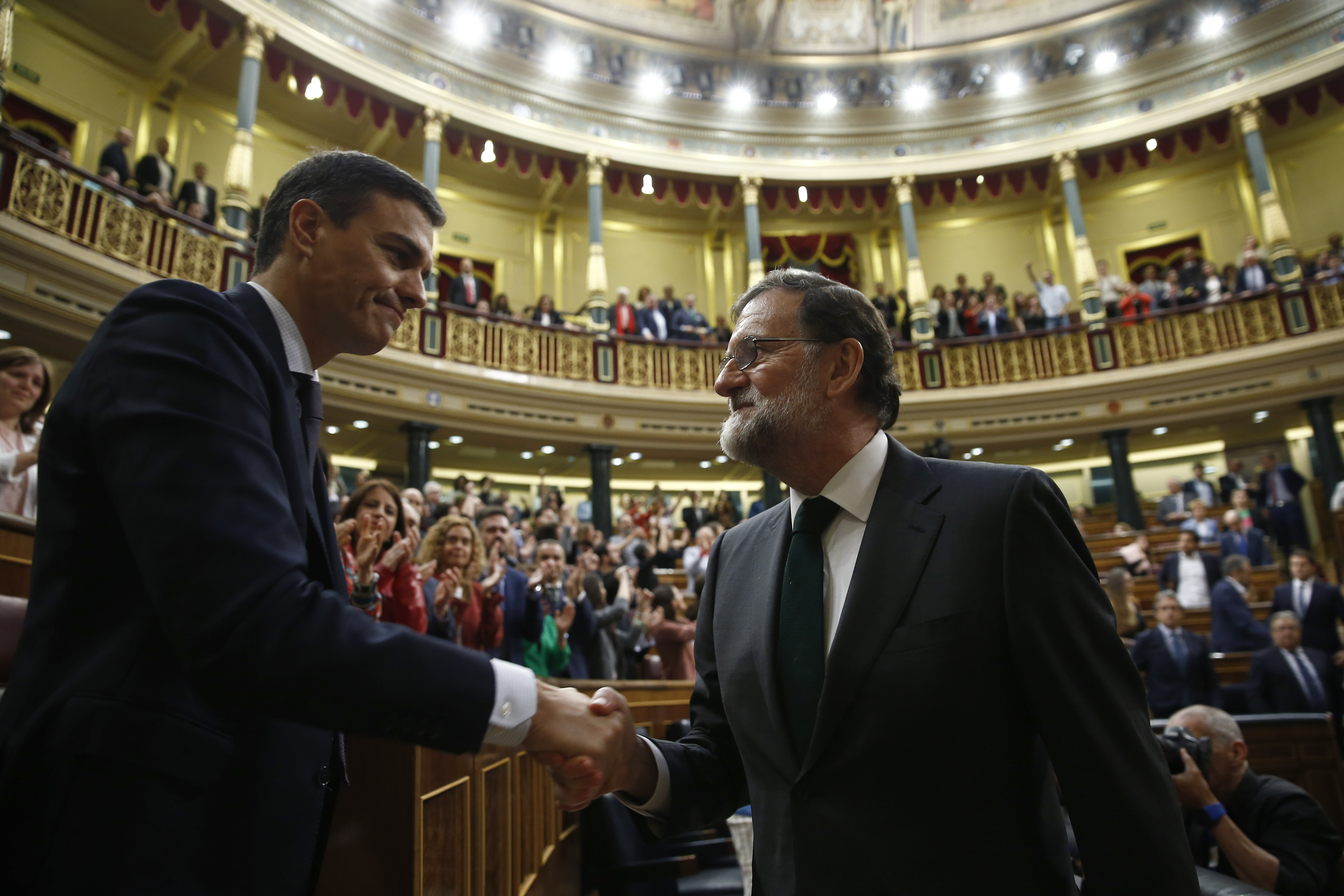
À l'issue du vote, Pedro Sánchez reçoit les félicitations de Mariano Rajoy.

Peu après l'adoption de la motion, Sánchez s'entretient au téléphone avec le roi Felipe VI qui signe le même jour le décret de nomination, publié le lendemain au Bulletin officiel de l'État.
Pedro Sánchez prête serment au palais de la Zarzuela le 2 juin, devant Felipe VI et en présence du ministre de la Justice démissionnaire Rafael Catalá, en sa qualité de grand notaire du Royaume, d'Ana Pastor, présidente du Congrès, de Pío García-Escudero, président du Sénat, de Francisco Pérez de los Cobos, président du Tribunal constitutionnel, de Carlos Lesmes, président du Tribunal suprême, et de Mariano Rajoy. Il choisit de promettre et non jurer loyauté au roi et fidélité à la Constitution. Contrairement à celles de ses prédécesseurs, la cérémonie se déroule sans Bible ni crucifix, simplement avec un exemplaire du texte constitutionnel.
Le renversement de Rajoy inscrit plusieurs faits inédits dans l'histoire politique espagnole. C'est la première fois depuis 1978 qu'une motion de censure est adoptée, que le président du gouvernement et le président du Congrès ne sont pas issus du même parti, que le principal groupe parlementaire siège dans l'opposition, et que le chef de l'exécutif ne détient aucun mandat parlementaire,,.